# Seljords kommun
Seljords kommun (norska: Seljord kommune) är en kommun i Telemark fylke i södra Norge. Kommunens centralort är tätorten Seljord. 

## Administrativ historik
Seljords kommun bildades på 1830-talet, samtidigt med flertalet andra norska kommuner.
1873 överförs ett obebott område från Kviteseids kommun. 1883 överförs ett område med 235 invånare till Bø kommun. 1905 överförs ett obebott områden från Hjartdals kommun.

## Tätorter
I Seljords kommun finns en tätort:
- Seljord (centralort)

## Socknar
Inom Norska kyrkan motsvaras Seljords kommun av Seljords socken i Øvre Telemarks prosteri i Agder og Telemarks stift.

## Bilder

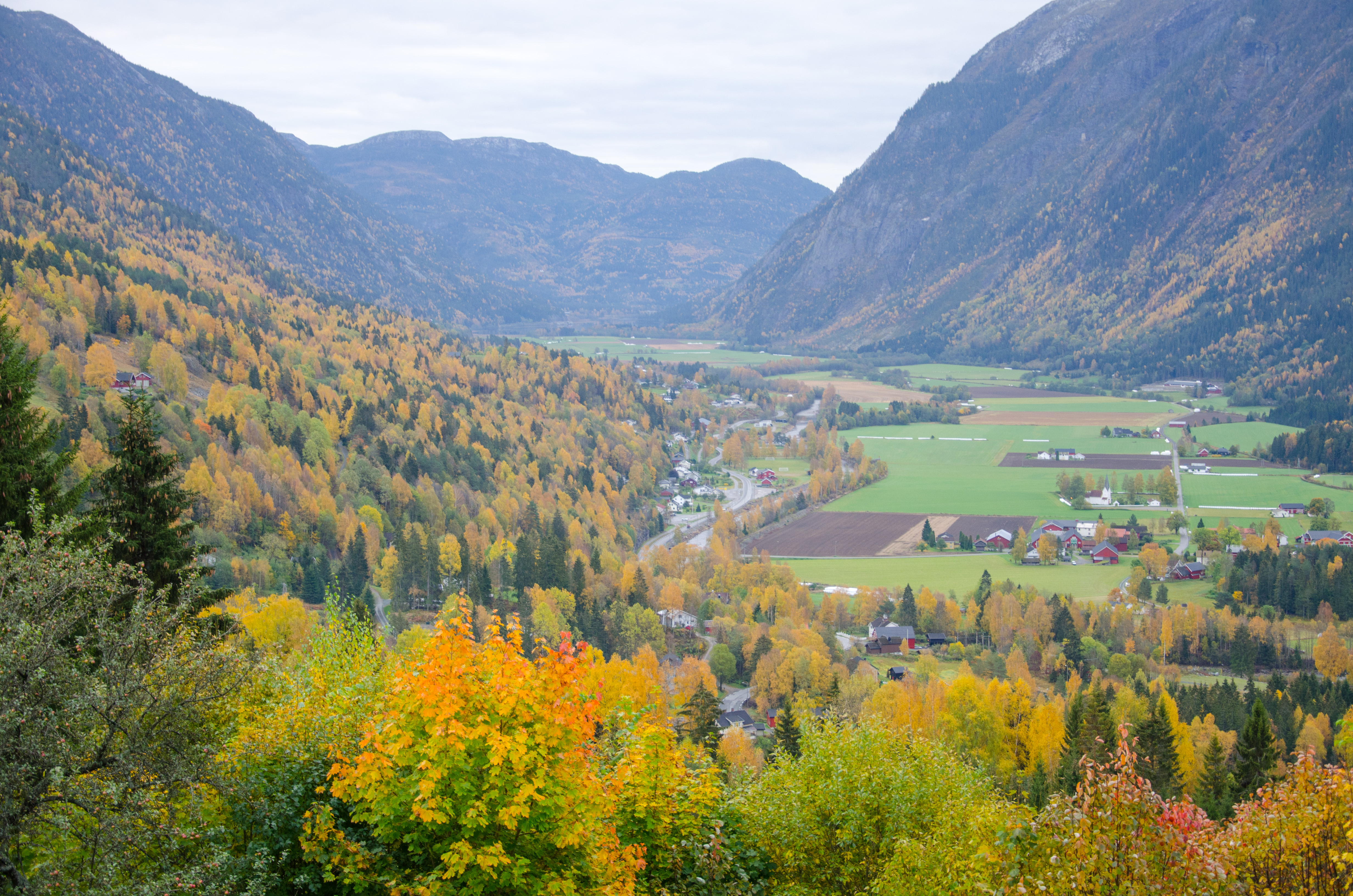
Flatdal.
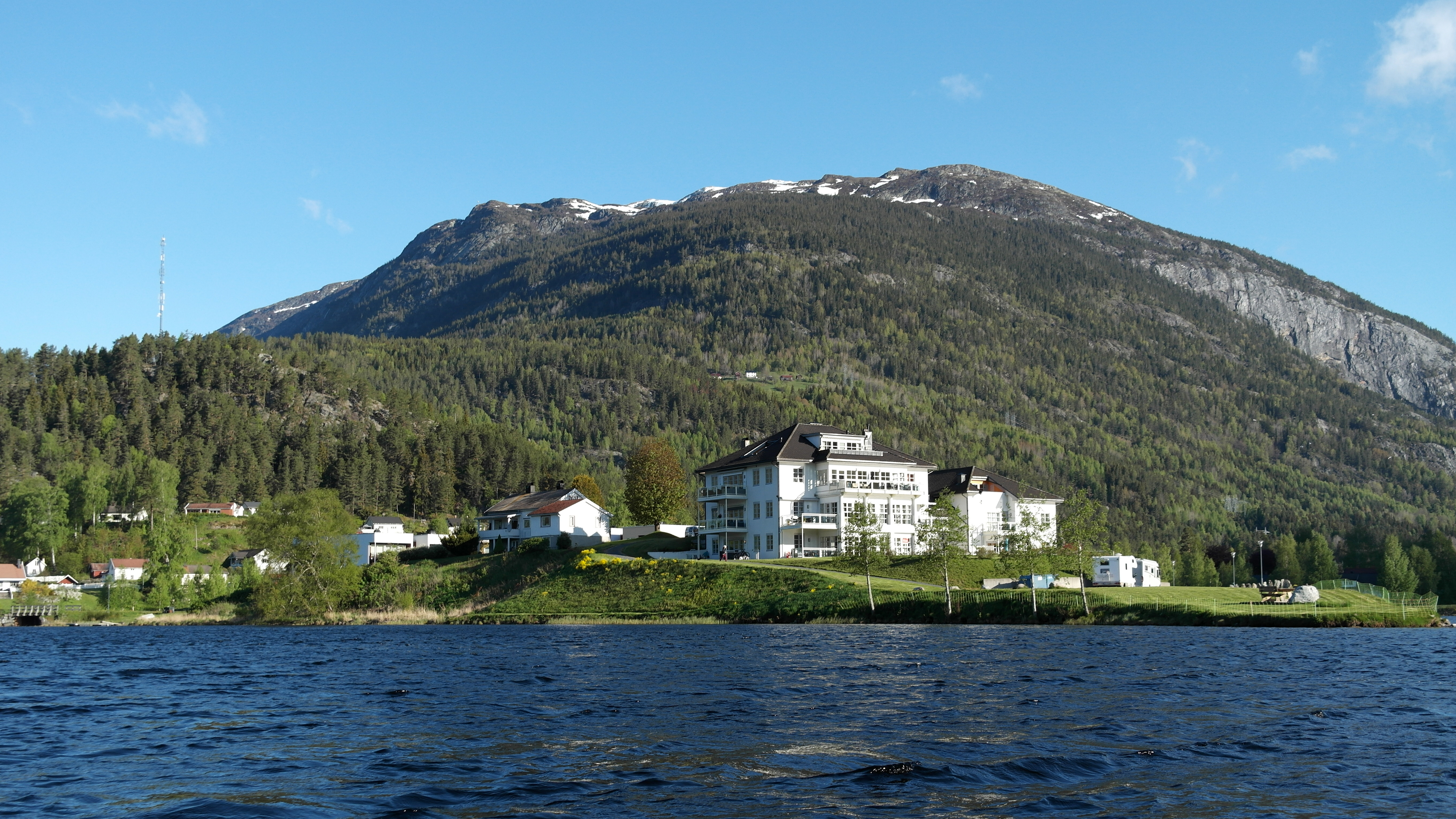
Seljord.